# 天主教委內瑞拉的巴倫西亞總教區
天主教委內瑞拉的巴倫西亞總教區（拉丁語：Archidioecesis Valentina in Venetiola）是委內瑞拉一個羅馬天主教教省總教區，下轄三個教區。是該國九個總教區之一。
1922年12月10日設教區，屬加拉加斯總教區。1974年11月12日升為總教區。
總教區範圍包括卡拉沃沃州的一部份，2010年有教友1,893,000人（佔轄區總人口89.4%）、六十一個堂區、132名司鐸。現任總主教為雷納爾多·德普雷蒂·利索。